# Babkowa Przehyba
Babkowa Przehyba (słow. Babková priehyba, 1491 m) – płytka i rozległa przełęcz w południowej grani Siwego Wierchu w słowackich Tatrach Zachodnich. Jest to najniższe miejsce w grani pomiędzy Babkami a Małą Kopą. W południowo-wschodnim kierunku spod Babkowej Przehyby opada do Doliny Jałowieckiej dolinka Czerwieniec będąca górną częścią Sokolego Żlebu, na przeciwną stronę, w północno-zachodnim kierunku do Doliny Guniowej opada spod przełęczy Żleb Czerwonego Skoku. Rejon przełęczy zbudowany jest ze skał wapiennych,  jest trawiasty i zarastający kosodrzewiną. Jest dobrym punktem widokowym. Nazywana jest też przełęczą Wałowce lub przełęczą Hrtany.

## Szlaki turystyczne
zielony: rozdroże pod Tokarnią – rozdroże pod Babkami – Babki – Babkowa Przehyba – Przedwrocie – Siwy Wierch. Czas przejścia: 4:50 h, ↓ 4 h